# Jordan von Quedlinburg
Jordan von Quedlinburg, auch Jordan de Saxonia (* um 1300 in Quedlinburg; † 1370/80) war ein deutscher Prediger und Schriftsteller.

## Leben
Jordan trat in das Kloster des Augustinerordens in Quedlinburg ein und weilte zur Ausbildung in Bologna und Paris. Danach wirkte er als Lektor im Augustinerkloster in Erfurt und anschließend in Magdeburg. Als dort der Erzbischof Burchard III. 1325 ermordet wurde, wurde er als Richter im kanonischen Prozess gegen die Mörder des Erzbischofs tätig, der sich bis 1349 hinzog.
Daneben widmete er sich literarischen Arbeiten, die große Verbreitung fanden und die zeitgenössische Frömmigkeit beeinflussten.